# Ovalipes australiensis
Ovalipes australiensis - jest gatunkiem z kraba żyjącym w południowej Australii. Jej zasięg rozciąga się od zachodniej Australii do Queensland i Tasmanii. Jest poławiany w celach handlowych i kolekcjonerskich chociaż nie jest tak poszukiwany jak Portunus pelagicus lub Scylla serrata.